# 가도카와 스니커 문고
가도카와 스니커 문고(角川スニーカー文庫 가도카와 스니카 분코[*])는 가도카와 쇼텐에서 발행하는 라이트 노벨 주의 문고로, 가도카와 문고의 하위 레이블 중 하나이다.

## 개요
당초 '가도카와 문고·청판(角川文庫・青版)'이라는 이름으로 지어졌다가, 1988년 3월에 공모를 통해 선정된 '스니커 문고'라는 이름으로 창간. 표지 디자인과 통간 번호를 가도카와 문고와 공유하고 있다. 현재는 모두 가도카와 그룹 계열의 전격 문고(아스키 미디어 웍스), 후지미 판타지아 문고(후지미 쇼보)와 대등한 메이저 레이블이다. 현재의 표어는 '언제나 모두의 No.1!(いつでもみんなのNo.1!)'.
한때 10대 여성층을 위한 소설이나 BL 등을 출간하기도 했으나(이 경우 표지 옆면이 파란색에서 분홍색으로 바뀌었다) 현재는 가도카와 루비 문고로 독립했다.
1993년 라이트 노벨 잡지 '더 스니커'가 창간, 라그나로크, 신 로도스도전기 등의 연재 작품이 스니커 문고 레이블로 출판되고 있다.
2007년, '너에게 밖에 들리지 않아'가 스니커 문고 작품 최초로 실사 영화화되었다.

## 같이 보기
- 가도카와 쇼텐
  - 가도카와 문고
    - 가도카와 루비 문고
    - 더 스니커
    - 스니커 대상

  - 후지미 쇼보
    - 후지미 판타지아 문고
- 아스키 미디어 웍스
  - 전격 문고
- 패미통 문고